# Thé en Pologne

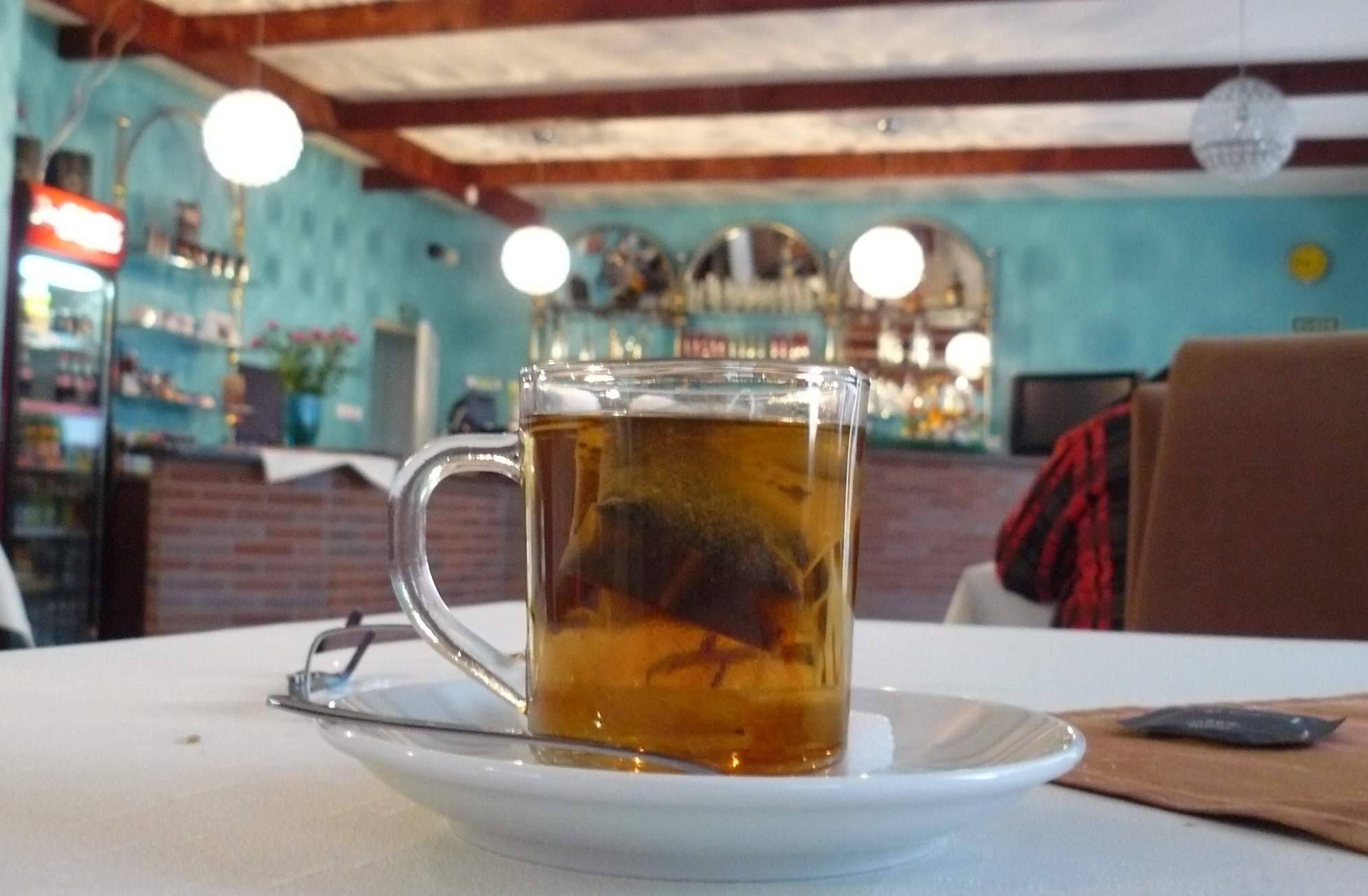
Une tasse de thé dans un restaurant polonais.

Le thé en Pologne (en polonais : herbata) fait son arrivée dans le pays au dix-septième siècle.

## Histoire

### Origines du thé en Pologne
Les premières mentions du thé en Pologne datent du dix-septième siècle. Jan Kazimierz Sapieha aurait suivi les conseils de sa femme française sur la consommation du thé, et le poète Wespazjan Kochowski (pl) mentionne la boisson dans ses écrits.
Au début du dix-huitième siècle, divers almanachs mentionnent les qualités stimulantes du thé, lui prêtant des qualités médicinales. La boisson reste controversée à l’époque : le révérend Kazimierz Kluk écrit que « si la Chine nous avait envoyé tous ses poisons, ils nous auraient fait moins de mal que son thé », tandis que le révérend Jędrzej Kitowicz l’accuse de causer des cas de phtisie. Stanislas Leszczynski, roi de Pologne exilé comme duc de Lorraine, consomme régulièrement du thé sous recommandation de son médecin.
En 1822, dans Rzecz o Herbacie: Czytana na Posiedzeniu Cesarskiego Towarzystwa Lekarskiego w Wilnie dnia 12 Grudnia 1822 Roku (« Au sujet du thé : un essai lu auprès de la Société Impériale de Médecine à Vilnius le 12 décembre 1822 »), Jan Fryderyk Wolfgang écrit que le thé est consommé de manière récréative dans tout le pays depuis peu, étant auparavant utilisé pour ses vertus thérapeutiques. Il ajoute qu’en 1754, de nombreux salons de thés sont ouverts à Vilnius, tandis que le café y est encore quasi inexistant.
Les importations de thé augmentent sensiblement pendant la seconde moitié du dix-huitième siècle. Des couverts sont importés en Pologne, et sont très différents de ceux utilisés dans le reste de l’Europe. À Varsovie, on organise des « thés dansants », des réceptions mondaines lors desquelles on sert des douceurs et du thé. Les familles les moins aisées servent du thé aux mariages plutôt que du champagne.

### La Pologne séparée
Dans les territoires polonais appartenant à l’Autriche et à la Prusse, on utilise des bouilloires européennes, alors que le samovar est utilisé dans les territoires russes. Dans ces territoires, le thé est essentiellement importé de Chine et empaqueté à Moscou. Ce thé importé par les terres peut être contrefait, mais reste généralement de bien meilleure qualité que ceux arrivant par la voie marine.
Au début du vingtième siècle, le thé prend l’ascendant sur le café dans la région ; on consomme du thé dans les domiciles privés, tandis que le café reste une boisson d’extérieur, plus difficile à préparer. L’usage du samovar décline, et il est remplacé par des théières et bouilloires européennes classiques. Le thé devient très bon marché : plus de 40 millions de tasses en sont servies à Varsovie à l’hiver 1917.
Dans les territoires autrichiens, en raison des blocus de la Première Guerre mondiale, le marché du thé s’effondre et les stocks sont rationnés. En 1915, le conseil minicipal de Lviv conseille les infusions de feuilles de fraisier des bois pour les armées. Les autorités polonaises encouragent les enfants à cueillir ces feuilles par devoir patriotique.

### Indépendance polonaise
L’entre-deux-guerres est économiquement difficile pour la Pologne, mais le thé continue à gagner en présence. Les commerces spécialisés et salons de thé ouvrent en grand nombre, la publicité et les marques de thés se multiplient. On prend également l’habitude de pratiquer le « fajfi », des réceptions tenues l’après-midi sur le modèle du thé de cinq heures anglais.
La haute société de Varsovie multiplie ces événements, en particulier Stanisław Wojciechowski et Jadwiga Piłsudska, la femme de Józef Piłsudski, réputé pour sa consommation intensive de thé très fort.
Après 1945, le commerce du thé est nationalisé. Le thé manque rarement au cours des années communistes, sauf pendant l’état de siège en Pologne de 1981 à 1983. Sa qualité est cependant généralement très mauvaise, à moins de se fournir au marché noir ou dans des commerces réservés à l’élite.

## Consommation

### Préparation
Les Polonais tendent à boire du thé avec chaque repas. Ils préfèrent le thé noir, moins cher, malgré une hausse de la consommation de thés spécialisés dans les années 2010 accompagnant la hausse du pouvoir d’achat du pays.

### Ustensiles
Dans les territoires polonais appartenant à l’Autriche et à la Prusse, on utilise des bouilloires européennes, alors que le samovar est utilisé dans les territoires russes. Dans ces territoires, le thé est essentiellement importé de Chine et empaqueté à Moscou. Ce thé importé par les terres peut être contrefait, mais reste généralement de bien meilleure qualité que ceux arrivant par la voie marine. Au début du vingtième siècle, l’usage du samovar décline, et il est remplacé par des théières et bouilloires européennes classiques.

### Fajfi
L’entre-deux-guerres est économiquement difficile pour la Pologne, mais le thé continue à gagner en présence. Les commerces spécialisés et salons de thé ouvrent en grand nombre, la publicité et les marques de thés se multiplient. On prend également l’habitude de pratiquer le « fajfi », des réceptions tenues l’après-midi sur le modèle du thé de cinq heures anglais. La haute société de Varsovie multiplie ces événements, en particulier Stanisław Wojciechowski et Jadwiga Piłsudska, la femme de Józef Piłsudski, réputé pour sa consommation intensive de thé très fort.

## Demande
Plus de 40 millions de tasses de thé sont servies à Varsovie à l’hiver 1917. En 2015, la consommation de thé est d’environ 15 000 tonnes, soit environ un kilogramme par personne et par an.
À partir de 2011, la demande de thé noir ou vert classique décline en faveur de mélanges de thés plus sophistiqués et du café, dont les ventes augmentent de 80 % en cinq ans. Le thé biologique gagne aussi en popularité, ainsi que tous les thés éthiques ou respectueux de l’environnement. Toutes les marques principales du pays se dotent de certifications pour le développement durable.
En 2016, le thé noir constitue 58.9 % du thé consommé en Pologne, suivi par les infusions à 14.2 %. Le thé Earl Grey constitue à lui seul environ 10 % du marché.

## Commerce

### Importation
Dans les territoires sous autorité russe avant l’indépendance de la Pologne, le thé est essentiellement importé de Chine et empaqueté à Moscou. Ce thé importé par les terres peut être contrefait, mais reste généralement de bien meilleure qualité que ceux arrivant par la voie marine. Après 1945, le commerce du thé est nationalisé. Le thé manque rarement au cours des années communistes, sauf pendant l’état de siège en Pologne de 1981 à 1983. Sa qualité est cependant généralement très mauvaise, à moins de se fournir au marché noir ou dans des commerces réservés à l’élite.
En 2016, la Pologne est le troisième importateur de thé d’Europe après le Royaume-Uni et l’Allemagne. En 2015, elle importe un peu moins de 35 000 tonnes de thé ; de 2011 à 2015, ce nombre décline d’environ 8,2 % en moyenne par an, avec une forte baisse en 2012 et une reprise lente des importations dans les années qui suivent. Le thé noir constitue environ 87 % des importations de thé en 2015. Le thé importé est en vrac, la Pologne étant très active dans le commerce et la distribution des thés.
En 2012, les importations depuis les pays non-Européens prennent le pas sur les importations européennes. En 2015, 71 % des importations viennent de pays hors Europe : leur quantité reste stable, tandis que le commerce intra-européen décline. En 2015, le Kenya est le principal pays exportateur pour la Pologne avec environ 20 % du marché national ; ce pays est en tête depuis 2011 avec une exception en 2014, année lors de laquelle l’Allemagne était en tête. Il est suivi par l’Inde, l’Allemagne, l’Indonésie, les Pays-Bas et la Chine.

### Exportation
La Pologne prend de l’ampleur en termes de préparation et d’emballage des thés, en particulier au vingt-et-unième siècle. En 2016, elle est troisième du classement des exportateurs de thé européens, après l’Allemagne et le Royaume-Uni. Dans les années 2010, la Pologne devient une plaque tournante du commerce du thé et en particulier du thé noir. De nombreux thés importés en vrac sont mis en sachet en Pologne avant d’être exportés dans le reste de l’Europe, en particulier en Europe de l’Ouest et du Nord.
En 2015, elle exporte environ 20 000 tonnes de thé, d’une valeur d’environ 126 millions d’euros. En moyenne, de 2011 à 2016, les exportations de thé augmentent de 8.5 % par an et leur valeur de 12.5 % par an. Le thé exporté de Pologne est essentiellement consommé par la Belgique et la France ; 86 % des exportations sont à destination des marchés européens.

### Marques commerciales

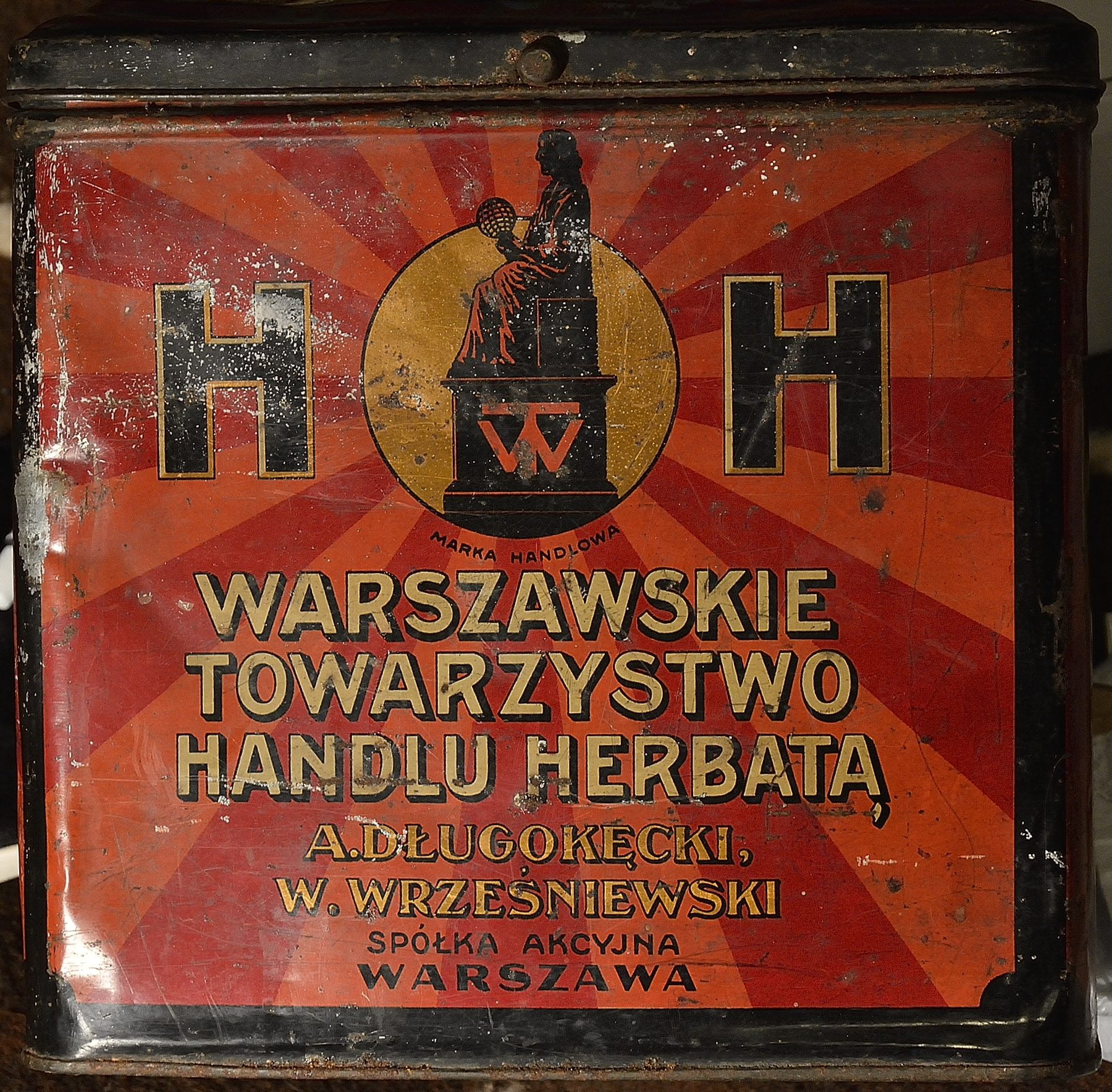
Une boîte de thé en métal.

En 2010, Twinings ferme son usine de North Shields et délocalise sa production en Pologne et en Chine. Elle ferme aussi son usine de thé en sachet de la marque Éléphant de Gémenos, vers la Pologne. Le transfert de production a bien lieu mais le conflit social emblématique s’éternise et les salariés français réussissent à reprendre l'usine et fondent la société coopérative Scop-TI.
En 2019, Lipton centralise toute la production de thé européenne à Katowice.
En 2015, les marques commerciales principales sont celles des supermarchés. 31 % du thé vendu appartient à Unilever et à ses marques Saga Tea et Lipton, avec Tata Global Beverages en troisième position avec 7 % du marché,. Saga Tea est une marque spécifiquement polonaise de thé, lancée en 1996 ; entre les marques d'Unilever et Lipton se glisse la marque polonaise Herbapol d'Herbal Lupin S.A., qui possède 13.1% du marché.